# Tall Stories for Small Children
Tall Stories for Small Children is het debuutalbum van Guy Manning. Manning werd gescheiden van maatje Andy Tillison voordat Parallel or 90 Degrees begon te draaien en kwam met een eigen studioalbum. Zijn kenmerk is zijn nogal lijzige stem met een gezwollen "s". Het album is opgenomen in Heron Garth in 1998 en 1999. De kinderen van Manning mochten de hoes ontwerpen, waarbij Grote Mensen thema’s werden omgezet in kindertekeningen.

## Musici
- Guy Manning: zang, gitaar, keyboards, slagwerk, basgitaar, mandoline
- Andy Tillison: keyboards
- Jonathan Barrett: basgitaar
- Pav Chana: Tablas
- Jon Burr: harmonica
- Simon Baskind: slagwerk

## Composities
Allen door Manning, behalve waar aangegeven:
1. The Last Psalm (14:07)
2. The Voyager (05:22)
3. White Waters (05:46) (Manning, Barrett)
4. The Candyman (07:06)
5. The Fall & Rise Of Abel Mann?
  1. Grand Fanfare (02:02)
  2. Waiting On A Ledge (04:42)
  3. Grand Fanfare (Revisited) (00:43)
  4. Post-Mortem
    1. Three Score Years & 10 (02:18)
    2. In My Life (05:06)
6. Castaways (04:25)
7. Holy Ireland
  1. The Land (02:40)
  2. A Soldiers Story (03:11)
  3. The Widows Tale (04:42)
  4. Priests Song (04:01)
  5. The Land (Reprise) (02:58)

Abel Mann komt later in de carrière van Manning nog eens terug; op het album A Matter Of Life & Death (The Journal Of Abel Mann).